# Çarşamba (Samsun)
Pour les articles homonymes, voir Çarşamba.
Çarşamba est une ville et un district de la province de Samsun dans la région de la mer Noire en Turquie.